# Juliane Löffler

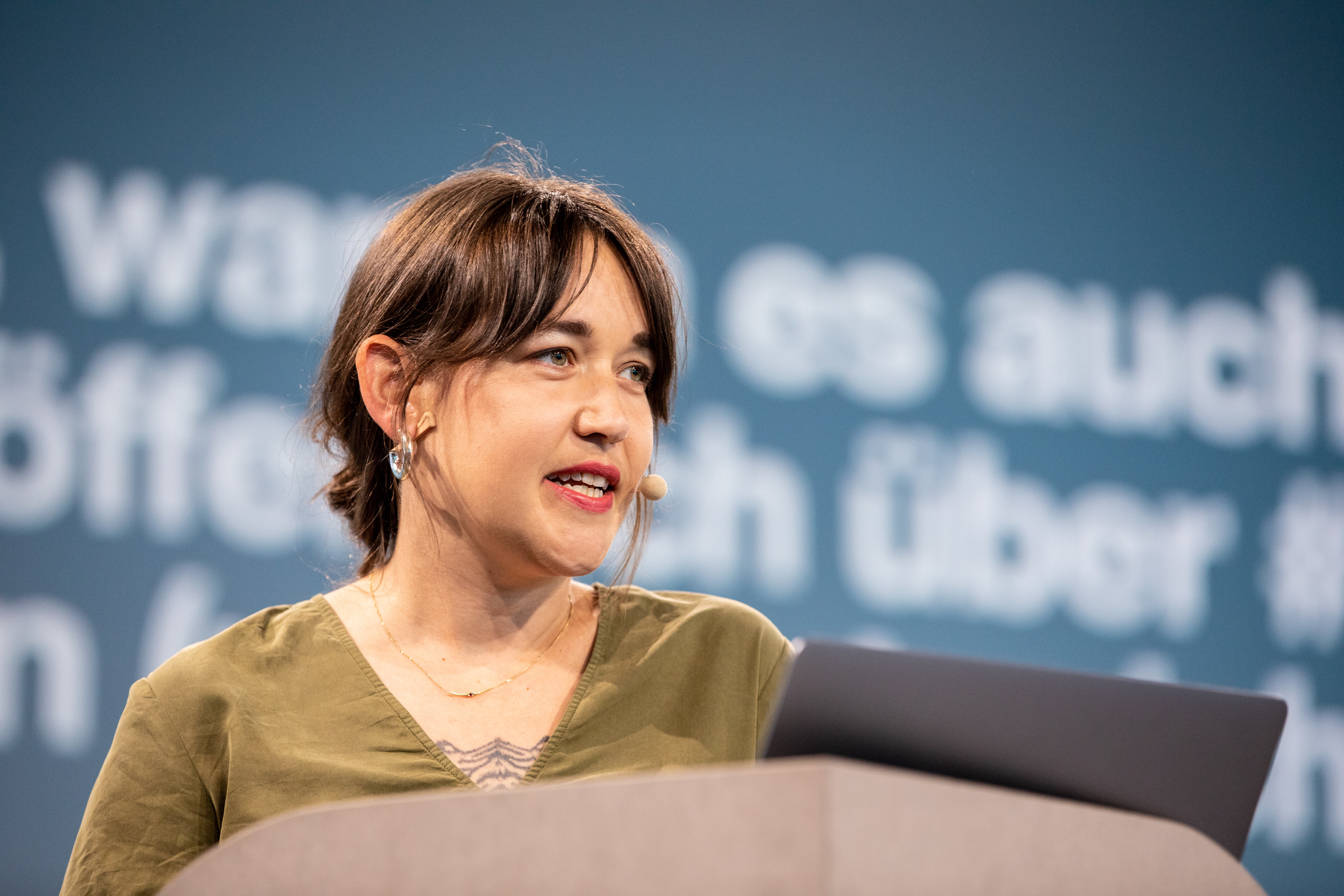
Juliane Löffler (2022)

Juliane Löffler (* 1986 in Frankfurt am Main) ist eine deutsche Journalistin.

## Leben und Wirken
Juliane Löffler arbeitete freiberuflich beim Hessischen Rundfunk, ehe sie an der Universität Potsdam Kulturwissenschaft, Spanische Philologie und Deutsch als Fremdsprache sowie Design Thinking am Hasso-Plattner-Institut studierte. Von 2012 bis 2017 arbeitete sie als Redakteurin beim Freitag. Im Frühjahr 2016 war sie zusammen mit der Illustratorin Isabel Peterhans für vier Wochen auf der Fluchtroute in Griechenland, der Türkei und Mazedonien. Die Recherche wurde durch ein Stipendium des Programms Reporters in the Field der Robert-Bosch-Stiftung ermöglicht. Im selben Jahr war sie für das Theater Kampnagel als Dramaturgin tätig, wo sie im Rahmen des Krass Festival an einer Inszenierung des Theaterstücks Endless Hospitality von Philip Baumgarten und Afsane Ehsandar mitwirkte. Von 2017 bis 2022 war sie Senior Reporterin bei BuzzFeed News recherchierte vor allem zu LGBT- und Frauenrechtsthemen. 2018 und 2019 lehrte sie zudem als Dozentin für Journalismus an der AMD Akademie Mode & Design.
Löffler recherchierte 2021 in der Ippen-Gruppe (Frankfurter Rundschau, Münchner Merkur, tz, BuzzFeed Deutschland) zusammen mit Daniel Drepper, Marcus Engert und Katrin Langhans zu den Machtmissbrauchsvorwürfen gegen Julian Reichelt. Nachdem Verleger Dirk Ippen die Veröffentlichung in seinen eigenen Medien kurzfristig verhindert hatte, erschienen die Ergebnisse der Recherchen im Spiegel. Ein Protestschreiben der Ippen-Redaktion sorgte für anhaltende Diskussionen. Ippens Eingriff in die redaktionelle Unabhängigkeit führte zum Zerwürfnis zwischen Ippen und Redaktion. Im Januar 2022 gaben Löffler, Drepper, Engert und Langhans bekannt, dass sie das Unternehmen verlassen werden.
Seit 2022 ist sie Redakteurin beim Spiegel im Ressort Deutschland/Panorama.

## Auszeichnungen
- 2016: Stipendium der Robert Bosch Stiftung: „Reporters in The Field“
- 2019: „Goldene Jungschwuppe“ und „Knuddelaward“, Communitypreise
- 2020: Recherchestipendien Journalismfund.EU und „Investigative Journalism for Europe“ IJ4EU in Zusammenarbeit mit dem International Press Institute (IPI), European Journalism Centre (EJC) und dem European Centre for Press and Media Freedom (ECPMF)
- 2020: Otto-Brenner-Preis: Recherche-Stipendium (Sexuelle Belästigung und sexualisierte Gewalt im Medizinbetrieb)
- 2021: Journalistin des Jahres (mit Daniel Drepper, Marcus Engert und Katrin Langhans)[15]
- 2022: Stern-Preis in der Kategorie Geschichte des Jahres gemeinsam mit Daniel Drepper, Marcus Engert, Isabell Hülsen, Alexander Kühn, Katrin Langhans, Martin U. Müller, Anton Rainer: Warum Julian Reichelt gehen musste, Spiegel Online.